# Accident de Shimoyama

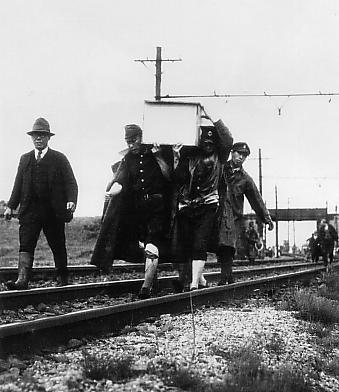
Retrait du corps de Shimoyama dans un cercueil sur la ligne Jōban.

L'accident de Shimoyama (下山事件, Shimoyama jiken) est une très célèbre affaire criminelle survenue au Japon en 1949 lors de laquelle est enlevé et tué Sadanori Shimoyama, le premier président des chemins de fer nationaux japonais. Il disparaît sur le chemin de son travail le 5 juillet 1949 et son corps est retrouvé le lendemain, vraisemblablement écrasé par un train. Les médias se sont opposés sur les thèses du suicide ou de l'assassinat, tandis que la police n'a pas publié publiquement les résultats de son enquête, qui était alors close
Cet accident fait partie des « Trois grands mystères des chemins de fer japonais » survenus en 1949 avec l'accident de Mitaka, et l'accident de Matsukawa.

## Histoire

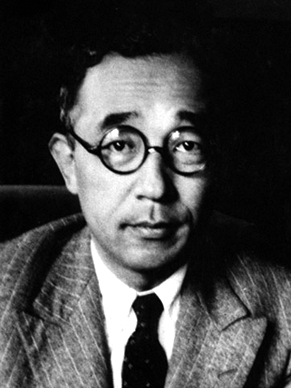
Sadanori Shimoyama

L'accident se passe durant l'occupation du Japon lorsque les forces américaines réorganisent le pays. Ils pressent le nouveau président des chemins de fer japonais, Sadanori Shimoyama, de mettre en place un vaste plan de licenciement qui concerne 95 000 employés sur 600 000. Le 5 juillet 1949, avant de se rendre à son travail dans une voiture avec chauffeur, il se fait déposer au grand magasin Shirokiya (en). Mais il n'en ressortira jamais et des recherches se mettent en place pour savoir ce qu'il est advenu de lui. Un cadavre est retrouvé le lendemain matin sur une voie ferrée, visiblement mort d'être passé sous un train. Le corps est tellement abîmé que l'on ignore même s'il s'agit d'un homme ou d'une femme mais la présence d'objets personnels tels que des plaquettes à son nom, une dent en or, ses vêtements, un étui à cigarettes permet d'établir que le cadavre est bien celui de Sadanori Shimoyama.
Plusieurs témoins confirment ensuite l'avoir vu seul à divers endroits de la ville y compris marcher sur les voies ferrées seul, ce qui pourrait accréditer la possibilité d'un suicide. Mais d'après les médecins légistes, le corps porte la trace de coups, et il serait possible que Shimoyama serait mort de ces coups avant d'être jeté sous un train. De plus, on constate sur les lieux des traces de sang, dont une trace de main sur la cabane d'urgence, et des traces sur 150 m, ce qui pourrait laisser à penser qu'il a été traîné sur cette distance. Pour une raison inconnue, on retrouve également des traces d'huile sur ses sous-vêtements mais pas sur le reste de ses vêtements.
Ces éléments font commencer le débat entre la thèse du suicide et celle de l'assassinat. Soit Shimoyama se serait bel et bien suicidé car ne supportant plus la pression des autorités américaines, soit il était entré dans le grand magasin afin de rencontrer secrètement des syndicalistes des chemins de fer qui refusaient les licenciements de masse mais la situation aurait dégénéré et il aurait été emmené hors du magasin par le sous-sol puis tué avant d'être jeté sur une voie ferrée afin de faire croire à un suicide.

## Dans la fiction

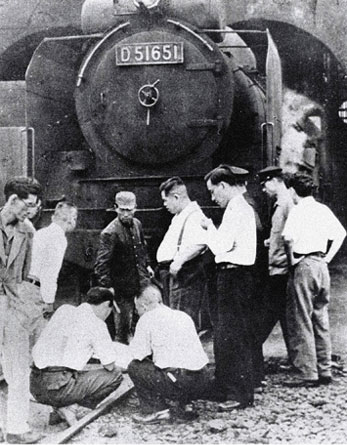
Inspection de la locomotive qui aurait écrasé Sadanori Shimoyama.

- Le personnage de Noriyuki Shimokawa dans le manga Ayako d'Osamu Tezuka est inspiré par Sadanori Shimoyama.
- L'incident Shimoyama est l'un des mystères centraux du manga Billy Bat de Naoki Urasawa.
- Dans le manga Inspecteur Kurokôchi, l'incident Shimoyama est cité comme l'une des affaires criminelles dans laquelle le gouvernement est impliqué et qui ne peut ainsi pas être résolu car cela ébranlerait la crédibilité du pourvoir étatique.
- Cette affaire constitue le thème central du roman de David Peace Tokyo revisitée (Payot & Rivages, coll. « Rivages/Noir », 2022).